# Dasumia nativitatis
Dasumia nativitatis là một loài nhện trong họ Dysderidae.
Loài này thuộc chi Dasumia. Dasumia nativitatis được miêu tả năm 1974 bởi Brignoli.